# Mr macaroni
 (décembre 2022).
Le contenu est difficilement compréhensible vu les erreurs de traduction, qui sont peut-être dues à l'utilisation d'un logiciel de traduction automatique.
Adebowale "Debo" Adedayo, né le 3 mai 1993, connu sous son nom de scène Mr Macaroni, est un acteur nigérian, créateur de contenu et militant citoyen,, Comédien de formation, sa popularité a augmenté grâce à ses sketches comiques sur les médias sociaux, où il joue le rôle d'une figure politique cum sugar daddy appelée "Daddy Wa" ou d'un conférencier sadique appelé "Professor Hard Life". Debo a popularisé des slogans comme "Ooin", "Freaky freaky" et "You are doing well",.
Utilisant ses œuvres satiriques et sa présence en ligne, Debo est également connu pour son plaidoyer en faveur de la justice sociale. Ses sketches font la satire des problèmes sociaux pour promouvoir les droits de l'homme et critiquent les interactions sociales quotidiennes. Lors des manifestations #EndSARS de 2020 au Nigeria, Debo a utilisé sa plateforme et sa présence sur divers lieux de manifestation pour plaider contre la brutalité policière - même après en avoir été victime.

## Début de la vie
Indigène de l'État d'Ogun, Adebowale David Ibrahim Adedayo est né à Ogudu, Lagos dans une famille de la classe moyenne supérieure, islamique et chrétienne en mai 1993. Il a grandi dans la région de Magodo à Lagos où il a fréquenté l'école maternelle et primaire Tendercare International à Ojota, Ogudu, maintenant à Magodo, Isheri. Après ses études primaires, il est allé à Babcock University High School pour ses études secondaires. En 2009, il a été admis à la Lead University, Ibadan, où il a étudié le droit, mais a été contraint de partir à sa deuxième année en raison du problème d'accréditation de l'université.
En 2011, Adedayo était étudiant en droit à l'Université nord-américaine Houdegbe de Cotonou en République du Bénin, mais en raison de sa nature vocale et de sa défense constante de la justice, il a été contraint de partir avant d'obtenir ses diplômes.
En quittant Cotonou, Debo a décidé de ne pas poursuivre ses études, mais de prendre au sérieux sa carrière d'acteur. Il a joué dans quelques rôles dans des films et des sitcoms, mais ses parents l'ont exhorté à terminer ses études. Cette fois, il a décidé d'étudier les arts du théâtre (son premier amour avoué) et a été admis à suivre un cours à l'Université Afe Babalola, Ado Ekiti, Ekiti. Cependant, plusieurs facteurs l'ont conduit à ne pas terminer ses études. En 2013, Debo a été admis à la Redeemer's University Nigeria, dans l'État d'Osun, où il a finalement obtenu un diplôme en arts du théâtre et en études cinématographiques en 2018.

## Carrière
Adedayo a commencé comme acteur à Nollywood avant de créer des vidéos comiques,. Dans une interview accordée à Punch Nigeria, il a déclaré qu'il était acteur depuis longtemps en faisant des films et des feuilletons. Il a dit que les rôles au cinéma ne venaient plus à un moment donné et qu'il a mis un certain temps avant de décider de commencer la comédie en ligne.
La comédie d'Adedayo parle d'événements et de problèmes réels en Afrique. Il joue toujours le rôle d'un papa de sucre. Dans une interview avec le Nigerian Tribune, il a déclaré avoir choisi le rôle d'un papa de sucre car il représente un bon pourcentage d'hommes coquins qui ne peuvent pas se contrôler.
Ses sketches satiriques mettent en lumière des problèmes sociaux et politiques comme la mauvaise gouvernance, la responsabilité civique et les droits de l'homme. Il joue généralement le rôle d'un politicien Sugar Daddy connu sous le nom de "Daddy Wa" ou d'un conférencier strict connu sous le nom de "Professor Hardlife".
Adedayo, dans une interview avec Punch Nigeria, a déclaré qu'il savait qu'il avait un talent pour la comédie quand il imitait le pasteur Chris Oyakhilome et que tout le monde riait. Ses sketches présentent généralement des vétérans de l'industrie du divertissement de Nollywood et du Nigeria, comme Jim Iyke, Bimbo Ademoye, Lateef Adedimeji, Sola Sobowale, Falz et Mr P. Il a également présenté d'autres créateurs de sketchs comme Oga Sabinus (Mr Funny), KieKie, Remote et Broda Shaggi. Il a également présenté Adeyeye Enitan Ogunwusi, l'Ooni d'Ife.

## Filmographie

### Films
| An   | Titre                   | Rôle    | Remarques | Réf    |
| ---- | ----------------------- | ------- | --- | ------ |
| 2021 | Ponzi                   | Uchenna | Ponzi est une comédie nigériane de 2021 basée sur le schéma MMM Ponzi de 2016. | ,      |
| 2021 | Ayinla                  | Bayowa  | Ayinla est un film musical basé sur la vie d'Ayinla Yusuf, populairement connue sous le nom d' Ayinla Omowura, une musicienne Apala qui a été poignardée à mort par son manager Bayewu lors d'une bagarre dans un bar le 6 mai 1980 à Abeokuta.                                                            | ,      |
| 2022 | Survivants (film, 2022) |         | Survivors est l'histoire de deux techniciens en bordure de route qui se battent pour réussir financièrement. Ils ont finalement rencontré un criminel nommé David, qui leur a appris les ficelles du kidnapping.                                                                                           |        |
| 2022 | Aníkúlápó (film)        | Akanji  | Aníkúlápó raconte l'histoire de Saro, un homme qui cherchait un pâturage plus vert. Cependant, en raison du cours des événements et de sa relation avec la femme du roi, il a rencontré sa mort prématurée et une énigme connue sous le nom d'Akala, un oiseau mystique censé accorder et révoquer la vie. | [ 19 ] |

### Séries TV
| Titre        | Rôle        | Références |
| ------------ | ----------- | ---------- |
| Okirika      | Alaga       | [ 20 ]     |
| Ile Alayo    | Sweet Daddy | [ 21 ]     |
| Colocataires | AK 47       | [ 22 ]     |
| Les Johnson  | Casper      | [ 23 ]     |

## Fin SRAS
(décembre 2022).
En février 2021, après avoir appris que le gouvernement avait l'intention de reprendre le péage au péage, les manifestations ont repris une fois de plus sous le mouvement #OccupyLekkiTollGate. Adedayo et de nombreux autres manifestants ont été arrêtés et sauvagement brutalisés par la police nigériane jusqu'à ce que le tollé général force leur libération,.
Il a ensuite été arrêté parmi 49 autres manifestants et arrêté pour avoir défié la directive de l'État de Lagos contre la manifestation. Les manifestants ont depuis reçu une caution de 100 000 nairas chacun et ont été inculpés pour avoir bafoué le protocole COVID-19 sur les rassemblements publics et "enfreint l'ordre de ne pas manifester".
En octobre 2021, à l'occasion du premier anniversaire du massacre de Lekki, des personnalités clés de #EndSARS, dont Debo, Folarin "Falz" Falana et d'autres, ont organisé avec succès un événement en voiture au péage à la mémoire des victimes du massacre,.
En novembre 2021, le gouverneur de l'État de Lagos, Babajide Sanwo-Olu, a invité des personnalités et des parties prenantes clés de #EndSARS à participer à une marche pour la paix. Son offre a été rejetée avec véhémence par Adedayo, qui a plutôt exhorté le gouvernement à mettre en œuvre les conclusions du panel qui a enquêté sur le massacre de Lekki.

## Récompenses et nominations
| An   | Décerner                                       | Catégorie                    | Référence |
| ---- | ---------------------------------------------- | ---------------------------- | --------- |
| 2018 | Meilleurs prix de Nollywood                    | Nomminé                      | [ 29 ]    |
| 2020 | Les Future Awards Afrique                      | Lauréat                      | ,         |
| 2020 | Prix de la musique des gens de la ville        | Lauréat                      | [ 32 ]    |
| 2021 | Honneurs nets                                  | Nomminé                      | [ 33 ]    |
| 2022 | Prix du choix des téléspectateurs Africa Magic | Nomminé                      |           |
| 2021 | Récompenses Gage                               | Comédien en ligne de l'année | [ 34 ]    |